# ФК «Московский кружок спорта» в сезоне 1922
Сезон 1922 года стал для Московского кружка спорта первым в своей истории. В нём команда приняла участие в весеннем и осеннем чемпионате Москвы, класса Б.

## Команда

### Первая команда
| № | Игрок               | Гражданство            | Дата рождения   | Бывший клуб          |
| - | ------------------- | ---------------------- | --------------- | -------------------- |
| ? | Иван Артемьев       | Флаг РСФСР (1918-1954) | 7 августа 1895  | КФС (Москва)         |
| ? | Пётр Артемьев       | Флаг РСФСР (1918-1954) | 30 июня 1901    | Новогиреево (Москва) |
| ? | Георгий Виноградов  | Флаг РСФСР (1918-1954) | неизвестно      | РГО (Москва)         |
| ? | Анатолий Канунников | Флаг РСФСР (1918-1954) | неизвестно      | неизвестно           |
| ? | Павел Канунников    | Флаг РСФСР (1918-1954) | 21 мая 1898     | Сейм (Курск)         |
| ? | Константин Квашнин  | Флаг РСФСР (1918-1954) | 27 декабря 1898 | РГО (Москва)         |
| ? | Алексей Козлов      | Флаг РСФСР (1918-1954) | неизвестно      | РГО (Москва)         |
| ? | Дмитрий Маслов      | Флаг РСФСР (1918-1954) | 19 октября 1901 | РГО (Москва)         |
| ? | Станислав Мизгер    | Флаг РСФСР (1918-1954) | 1906            | КФС (Москва)         |
| ? | Станислав Леута     | Флаг РСФСР (1918-1954) | 20 января 1903  | РГО (Москва)         |
| ? | Виктор Прокофьев    | Флаг РСФСР (1918-1954) | 23 ноября 1898  | РГО (Москва)         |
| ? | Николай Старостин   | Флаг РСФСР (1918-1954) | 13 февраля 1902 | РГО (Москва)         |
| ? | Павел Тикстон       | Флаг РСФСР (1918-1954) | 1900            | КФС (Москва)         |
| ? | Владимир Хайдин     | Флаг РСФСР (1918-1954) | 27 октября 1902 | РГО (Москва)         |

- Представлены игроки выступление которых подтверждены.

### Младшая команда
| № | Игрок               | Гражданство            | Дата рождения   | Бывший клуб  |
| - | ------------------- | ---------------------- | --------------- | ------------ |
| ? | Николай Байков      | Флаг РСФСР (1918-1954) | 18 декабря 1903 | неизвестно   |
| ? | Сергей Егоров       | Флаг РСФСР (1918-1954) | 18 июня 1902    | неизвестно   |
| ? | Ермаков К.          | Флаг РСФСР (1918-1954) | неизвестно      | неизвестно   |
| ? | Жаров В.            | Флаг РСФСР (1918-1954) | неизвестно      | неизвестно   |
| ? | Коростелёв          | Флаг РСФСР (1918-1954) | неизвестно      | неизвестно   |
| ? | Николай Михеев      | Флаг РСФСР (1918-1954) | неизвестно      | РГО (Москва) |
| ? | Мошаров             | Флаг РСФСР (1918-1954) | неизвестно      | неизвестно   |
| ? | Александр Старостин | Флаг РСФСР (1918-1954) | 9 августа 1903  | РГО (Москва) |
| ? | Сухарев             | Флаг РСФСР (1918-1954) | неизвестно      | неизвестно   |
| ? | Шумов               | Флаг РСФСР (1918-1954) | неизвестно      | неизвестно   |

- Представлены игроки выступление которых подтверждены.

### Другие игроки
Из-за отсутствия достоверных источников информации выступление в данном сезоне некоторых игроков не подтверждено, или неизвестно, за какую из команд клуба выступал данный игрок. К таким игрокам можно отнести:  Владимира Горохова,  Зыдышкина,  Николая Канунникова,  Прокофия Соколова.
Из воспоминаний одного из основателей клуба, Николая Старостина, известно, что в 1920-х и 1930-х годах за клуб выступали братья: Мошаровы (Иван, Павел, Фёдор и Александр), Козловы (Борис, Александр, Виктор и Григорий Ивановичи), Козловы (Александр и Алексей Васильевичи), Козловы (Алексей и Василий Ивановичи), Виноградовы (Виктор, Александр и Андрей), Гудовы (Филипп, Николай и Сергей) и Степановы (Николай, Сергей, Борис и Владимир).

## Чемпионат Москвы 1922 (весна) (класс «Б»)

### Результаты (команды-I)
| 30 апреля 1922 1 тур | КСО (Москва) | 1:3 | МКС (Москва) | Москва |

| 7 мая 1922 2 тур | СКЛ (Москва) | 0:4 | МКС (Москва) | Москва |

| 25 мая 1922 3 тур | МКС (Москва) | в:п | СОБС (Москва) | Москва |

| 28 мая 1922 4 тур | МКС (Москва) | в:п | БКС (Москва) | Москва |

| 4 июня 1922 5 тур | МКС (Москва) | в:п | Унион (Москва) | Москва |

### Итоговая таблица (команды-I)
| М | Клуб           | И | В | Н | П | М     | О  |
| - | -------------- | - | - | - | - | ----- | -- |
| 1 | МКС (Москва)   | 5 | 5 | 0 | 0 | 23-4  | 10 |
| 2 | КСО (Москва)   | 5 | 4 | 0 | 1 | 22-8  | 8  |
| 3 | СКЛ (Москва)   | 5 | 2 | 0 | 3 | 11-15 | 4  |
| 4 | СОБС (Москва)  | 5 | 1 | 1 | 3 | 11-17 | 3  |
| 5 | Унион (Москва) | 5 | 1 | 1 | 3 | 8-22  | 3  |
| 6 | БКС (Москва)   | 5 | 1 | 0 | 4 | 11-15 | 2  |

* В публикуемой итоговой таблице сумма забитых мячей не совпадает с суммой пропущенных.

### Итоговая таблица (команды-II)
| М | Клуб           | И | В | Н | П | М     | О |
| - | -------------- | - | - | - | - | ----- | - |
| 1 | МКС (Москва)   | 4 | 3 | 1 | 0 | 27-10 | 7 |
| 2 | СКЛ (Москва)   | 4 | 3 | 1 | 0 | 17-11 | 7 |
| 3 | БКС (Москва)   | 4 | 2 | 0 | 2 | 8-10  | 4 |
| 4 | СОБС (Москва)  | 4 | 0 | 1 | 3 | 7-16  | 1 |
| 5 | Унион (Москва) | 4 | 0 | 1 | 3 | 6-18  | 1 |

* Дополнительный матч за первое место: МКС (Москва) —  СКЛ (Москва)  — 6:4

### Итоговая таблица (команды-III)
| М | Клуб           | И | В | Н | П | М     | О |
| - | -------------- | - | - | - | - | ----- | - |
| 1 | МКС (Москва)   | 4 | 3 | 1 | 0 | 9-1   | 7 |
| 2 | СОБС (Москва)  | 4 | 3 | 0 | 1 | 14-6  | 6 |
| 3 | СКЛ (Москва)   | 4 | 1 | 1 | 2 | 11-10 | 3 |
| 4 | БКС (Москва)   | 4 | 1 | 0 | 3 | 7-19  | 2 |
| 5 | Унион (Москва) | 4 | 1 | 0 | 3 | 3-8   | 2 |

### Итоговая таблица (команды-IV)
| М | Клуб           | И | В | Н | П | М    | О |
| - | -------------- | - | - | - | - | ---- | - |
| 1 | МКС (Москва)   | 3 | 2 | 1 | 0 | 13-5 | 5 |
| 2 | СКЛ (Москва)   | 3 | 2 | 0 | 1 | 14-6 | 4 |
| 3 | Унион (Москва) | 3 | 1 | 1 | 1 | 5-6  | 3 |
| 4 | БКС (Москва)   | 3 | 0 | 0 | 3 | 3-18 | 0 |

## Абсолютное первенство Москвы 1922 (весна)

### Полуфиналы (Победители классов «Б» и «В»)
| 5 июня 1922 I команды | МКС (Москва) | 9:0 | Академия (Москва) | Москва |

| неизвестно 1922 II команды | МКС-II (Москва) | 2:1 | Академия-II (Москва) | Москва |

| 5 июня 1922 III команды | МКС-III (Москва) | 11:1 | ВКЛС-III (Москва) | Москва |

### Финалы

#### I команды. Кубок «КФС-Коломяги»
| 11 июня 1922 Финал | ОЛЛС (Москва) | 4:2 | МКС (Москва) | Москва |

#### II команды. Кубок ЗКС
| 11 июня 1922 Финал | ЗКС-II | 0:1 | МКС-II (Москва) | Москва |

#### III команды. Кубок Кружка Спорта «Красково»
| 11 июня 1922 Финал | ЗКС-III | 3:1 | МКС-III (Москва) | Москва |

#### IV команды. Кубок Малютинского Клуба Спорта
| 11 июня 1922 Финал | ЗКС-IV | 0:1 | МКС-IV (Москва) | Москва |

## Чемпионат Москвы 1922 (осень) (класс «Б»)

### Первый круг
| 23 июля 1922 1 тур | МКС (Москва) | 3:0 | БКС (Москва) | Москва |

| 30 июля 1922 2 тур | МКС (Москва) | 7:2 | Мамонтовка (Москва) | Москва |

| 6 августа 1922 3 тур | СКЛ (Москва) | 2:2 | МКС (Москва) | Москва |

| 13 августа 1922 4 тур | МКЛС (Москва) | 0:10 | МКС (Москва) | Москва |

| 19 августа 1922 5 тур | КСО (Москва) | 3:2 | МКС (Москва) | Москва |

| 20 августа 1922 6 тур | МКС (Москва) | ?:? | Унион (Москва) | Москва |

| 27 августа 1922 7 тур | МКС (Москва) | ?:? | СОБС (Москва) | Москва |

### Второй круг
| 28 августа 1922 8 тур | БКС (Москва) | ?:? | МКС (Москва) | Москва |

| 3 сентября 1922 9 тур | Мамонтовка (Москва) | ?:? | МКС (Москва) | Москва |

| 10 сентября 1922 10 тур | МКС (Москва) | ?:? | СКЛ (Москва) | Москва |

| 17 сентября 1922 11 тур | МКС (Москва) | ?:? | МКЛС (Москва) | Москва |

| 23 октября 1922 12 тур | МКС (Москва) | 3:1 | КСО (Москва) | Москва |

| 1 октября 1922 13 тур | Унион (Москва) | ?:? | МКС (Москва) | Москва |

| 8 октября 1922 14 тур | СОБС (Москва) | ?:? | МКС (Москва) | Москва |

* Нумерация туров, из-за переносов матчей, может отличаться от действительной.

### Итоговая таблица
1.МКС 2.КСО 3. … Из-за отсутствия информации о результатах части матчей турнира, составить полную таблицу невозможно.

## Переходный турнир групп «А» и «Б» Московской футбольной лиги
Переходная игра между сильнейшей командой класса «Б» и слабейшей командой класса «А», за право участвовать весной 1923 года в чемпионате Москвы (класс «А»).
| до 4 ноября 1922 | МКС (Москва) | 3:2 | РСКС (Москва) | Москва |

## Приз открытия московского футбольного сезона (Кубок Бориса Майтова)
| 23 апреля 1922 | МКС (Москва) | 5:1 | ЗКС (Москва) | Москва |

## Первенство Москвы для допризывников среди сборных районов (2-я команда, дублёры)

### Групповой турнир
| 7 сентября 1922 | Краснопресненский р-н (МКС) | 2:1 | Замоскворецкий р-н | Москва |

| 9 сентября 1922 | Краснопресненский р-н (МКС) | 3:2 | Хамовнический р-н | Москва |

### Финал
| 11 сентября 1922 | Краснопресненский р-н (МКС) | 6:2 | Рогожско-Симоновский р-н (РСКС) | Москва |

## Товарищеские матчи
| 18 апреля 1922 | ЗКС (Москва) | 2:3 | МКС (Москва) | Москва |

| 19 апреля 1922 | СКЛ (Москва) | 1:10 | МКС (Москва) | Москва |

| Апрель 1922 | МКС (Москва) | 11:0 | Унион (Москва) | Москва |

| 14 мая 1922 | Сб. Ярцево | 0:10 | МКС (Москва) | Ярцево |

| 26 июня 1922 | МКС (Москва) | 1:4 | Спорт (ПКЛС) (Петроград) | Москва |

| 28 августа 1922 | МКС (Москва) | 3:3 | ЗКС (Москва) | Москва |